# هندرسون إم. سومرفيل
هندرسون إم. سومرفيل (بالإنجليزية: Henderson M. Somerville)‏ هو محامي وقاضي أمريكي، ولد في 23 مارس 1837 في مقاطعة ماديسون في الولايات المتحدة، وتوفي في 15 سبتمبر 1915 في Edgemere, Queens ‏ في الولايات المتحدة.